# Olha Stefanichyna
Olha Stefanichyna (en ukrainien : Ольга Віталіївна Стефанішина), née le 29 octobre 1985 à Odessa (RSS d'Ukraine, URSS), est une femme politique ukrainienne.

## Biographie
Elle est diplômée de l'université nationale Taras-Chevtchenko de Kiev en relations internationales, anglais et une spécialisation en finances à Odessa National Economics University,. Elle a commencé sa carrière comme conseillère juridique puis en 2007 entrait dans l'administration au ministère de la Justice.

### Parcours politique
Elle est vice-Première ministre du gouvernement Chmyhal, membre du Conseil de défense et de sécurité nationale d'Ukraine.
Le 17 juillet 2025, elle est nommée ambassadrice d'Ukraine aux États-Unis par le président Volodymyr Zelensky, en remplacement d'Oksana Markarova.

## Galerie

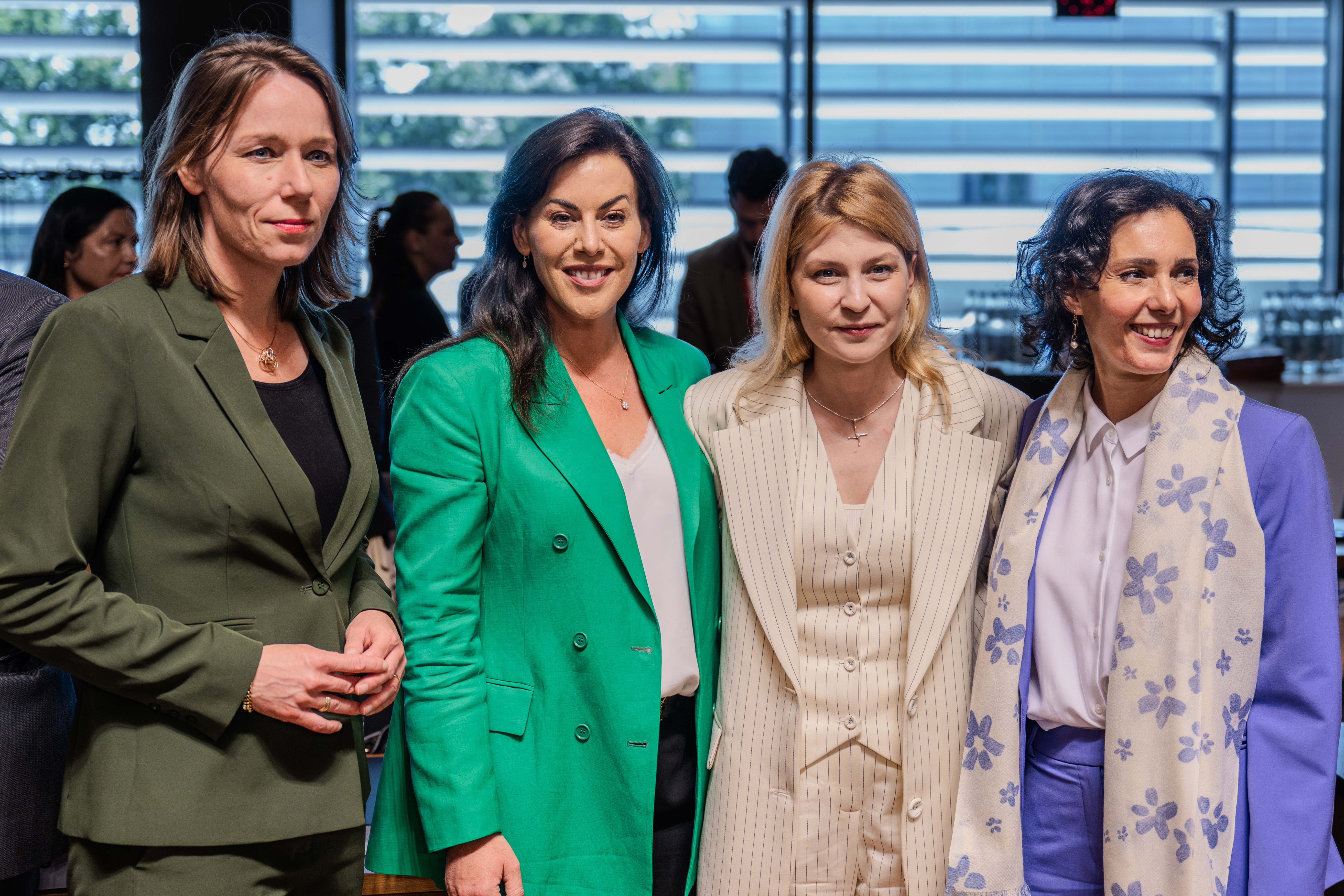
Hanke Bruins Slot, Jennifer Carroll MacNeill et Hadja Lahbib en juin 2024.
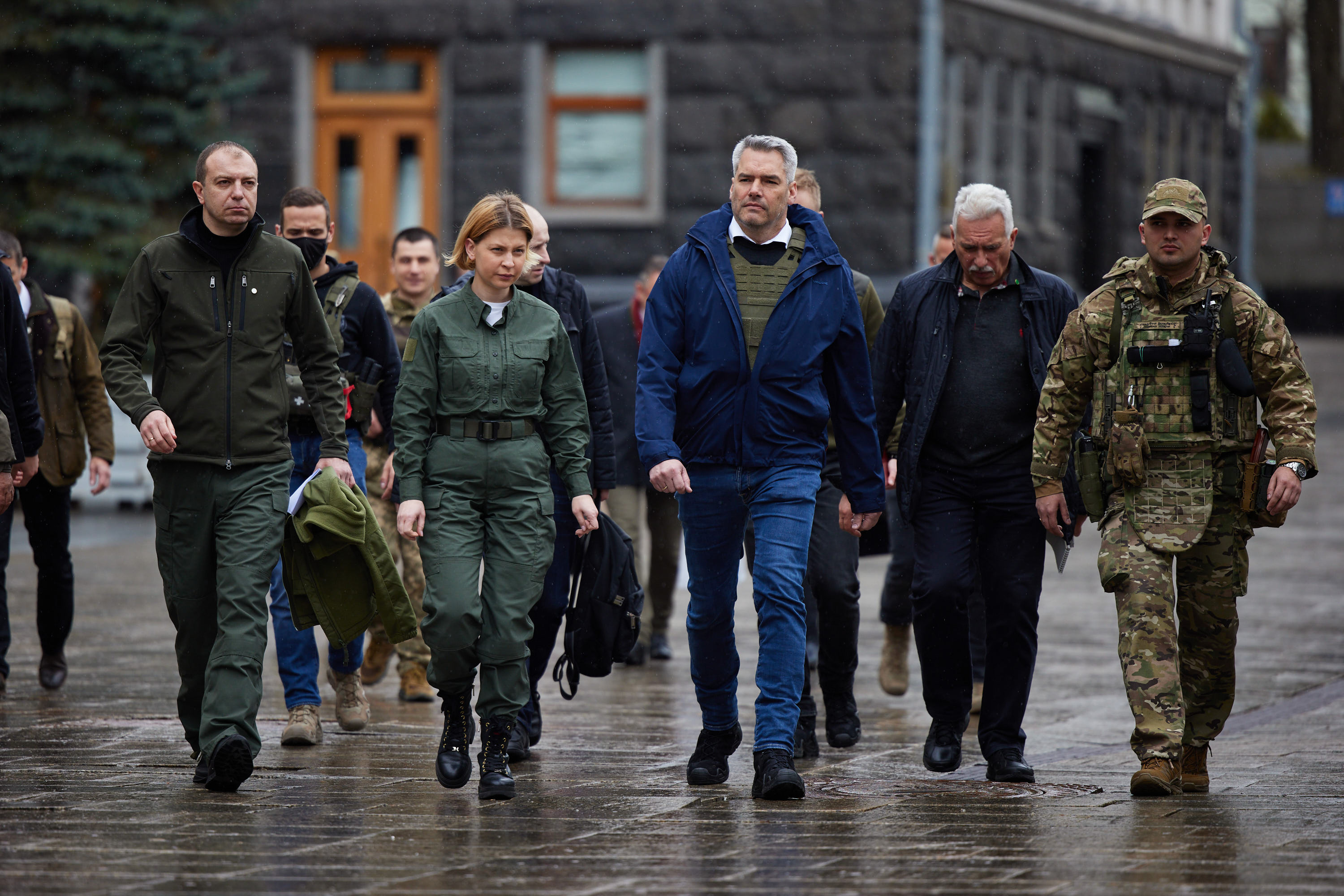
En avril 2022 avec Karl Nehammer, chancelier autrichien.